# Mussismilia harttii
Espèce
Statut CITES
Mussismilia harttii est une espèce de coraux appartenant à la famille des Mussidae.